# Úton hazafelé 2. – Kaland San Franciscóban
Az Úton hazafelé 2: Kaland San Franciscóban (eredeti cím: Homeward Bound II: Lost in San Francisco) 1996-ban bemutatott amerikai kalandfilm, az Úton hazafelé: Egy hihetetlen utazás folytatása.
Az élőszereplős játékfilm rendezője David R. Ellis, producere Barry Jossen. A forgatókönyvet Chris Hauty és Julie Hickson írta, a zenéjét Bruce Broughton szerezte. A mozifilm a Walt Disney Pictures és a City Dogs Productions gyártásában készült, a Buena Vista Pictures forgalmazásában jelent meg.
Az Amerikai Egyesült Államokban 1996. március 8-án mutatták be a mozikban, Magyarországon 1997. január 30-án adták ki VHS-en.
A film narrátora Michael J. Fox, aki ismét a kutya hangját adja.

## Cselekmény
A Seaver család Kanadába készül utazni. Természetesen nem maradhatnak otthon egyedül kis házikedvenceik, ezért őket is magukkal viszik: Árnyékot, a golden retrievert, Szeszit, a himalája (colourpoint) macskát és Mázlit, az amerikai buldogot. A San Franciscói reptéren azonban a kis csapat megszökik, miután Mázli összetéveszti a dolgozókat a sintérekkel. Új kalandjuk ígérkezik, San Franciscóban vannak, otthonuk pedig a Golden Gate híd túloldalán.
Utazásuk rögtön problémába ütközik, miután Mázli belebotlik Ashcanba, egy boxerba és társába, Pete-be, egy bullmasztiffba. A két kutya nem engedi őket továbbmenni, Szeszit akarják bántani, így a találkozás verekedésbe fajul. Szeszi elrejtőzik, és figyelmezteti Árnyékot, hogy további kutyákra kell számítani. Az újonnan érkezettek azonban Árnyék pártját fogják, és elkergetik a másik két ebet. A csapat élén Riley áll, aki számon kéri Árnyéktól, mit keresnek erre, ha megvédeni sem tudják magukat. Közben Mázli nyúlcipőt húzott, ezért Árnyék és Szeszi a keresésére indulnak, miután Riley nem akar nekik segíteni a hídhoz kerülni.
Eközben Riley bandájába tartozó Delilah, egy kuvasz szuka Mázli nyomára talál, aki eddig azt hitte, üldözőbe vették. Mázli megtudja, hogy Riley nem szereti az embereket, mert gazdái megváltak tőle kölyökkorában. Riley ezért otthont épített fel a többi kóbor kutyának, hogy megvédhesse őket az emberektől. Ahogy Delilah és Mázli Riley bandája felé tartanak, és beszélgetnek, Mázli rájön, hogy nagyon tetszik neki Delilah.
Ezalatt Árnyék és Szeszi majdnem újra megmérkőznek Ashcanékkal. Árnyék azonban tüzet észlel egy házból. Emlékszik rá, hogy idefele jövet Mázli megkergette annak a háznak a macskáját, és egy Tucker nevű kisfiú a gazdája. Mivel csak a szüleit látja a ház falain kívül és a tűzoltókat, Árnyék berohan a pince ablakán, hogy megkeresse őket, Szeszi magára vállalja macskatársa sorsát, és utánaszalad. A sikeres kimentéssel Riley és bandája befogadja Árnyékot és Szeszit, míg Mázli elő nem kerül. Amikor visszaérnek Rileyék rejtekhelyére, Mázli és Delilah már ott van, így másnap útnak is indulhatnak.
Az öröm nem tart sokáig, mert Mázli ismét bajba kerül. Egy abroncsot csócsálgat, mikor nem veszi észre, hogy egy vörös furgon ér a közelébe, ami kóbor kutyákat fog el kísérleti nyúlnak. Mázlit elfogják, és a furgon elhajtani készül, de Riley bandája az útját állja, és nemcsak Mázlit, hanem a furgonban lévő összes kutyát kiszabadítják. Delilah bevallja Mázlinak, hogy nem maradhatnak együtt, mert más világba tartoznak. Mázli felkapja a vizet és elrohan. Árnyék végre segítséget kap Rileytól: ha annyira fontosak neki az emberek, akkor elviszi őket a hídig.
Árnyék és Szeszi a híd lábához érnek, mikor Pete és Ashcan ismét az útjukba kerülnek. Mázli előterem a semmiből és megküzd velük, majd diadalt arat, a kiscsapat végre hazamehet. A Seaver család rájuk bukkan az út túloldalán, így a gazdáik szívéről is nagy súly hullik le. Otthon azonban még nincs minden rendben. Mázli még mindig Delilahra gondol, míg egy napon a szuka befordul a sarkon, és boldogan egyesülnek: a Seaver családfő beleegyezésével örökbe fogadják.

## Szereplők
| Szereplő                     | Eredeti hang       | Magyar hang         |
| ---------------------------- | ------------------ | ------------------- |
| Mázli                        | Michael J. Fox     | Fekete Zoltán       |
| Árnyék                       | Ralph Waite        | Tolnai Miklós       |
| Szeszi                       | Sally Field        | Detre Annamária     |
| Delilah                      | Carla Gugino       | Farkasinszky Edit   |
| Riley                        | Sinbad             | Holl Nándor         |
| Bando                        | Stephen Tobolowsky | Csuha Lajos         |
| Spike                        | Ross Malinger      | Szirtes Ági         |
| Sledge                       | Tisha Campbell     | Koffler Gizi        |
| Stokey                       | Michael Bell       | Bartucz Attila      |
| Ashcan                       | Jon Polito         | Varga Tamás         |
| Pete                         | Adam Goldberg      | Kálloy Molnár Péter |
| Sparky Michaels              | Al Michaels        | Rudas István        |
| Lucky Lasorta                | Tommy Lasorda      | Selmeczi Roland     |
| Trixie Uecker                | Bob Uecker         | F. Nagy Zoltán      |
| Francia uszkár               | Tress MacNeille    | Biró Anikó          |
| Szereplő                     | Színész            | Magyar hang         |
| Bob Seaver                   | Robert Hays        | Rosta Sándor        |
| Laura Seaver                 | Kim Greist         | Zsurzs Kati         |
| Jamie Seaver                 | Kevin Chevalia     | Előd Álmos          |
| Peter Seaver                 | Benj Thall         | Markovics Tamás     |
| Hope Seaver                  | Veronica Lauren    | Mánya Zsófi         |
| Jack                         | Michael Rispoli    | Csuja Imre          |
| Ralph                        | Max Perlich        | Albert Gábor        |
| Kemény csaj                  | Adrienne Carter    | Molnár Ilona        |
| Stacy                        | Kristina Lewis     | Szőnyi Juli         |
| Uszkár-tulajdonos            | Ernie Prentice     | Galamb György       |
| Állat felügyeleti hivatalnok | Hrothgar Mathews   | Végvári Tamás       |
| Tucker                       | Keegan MacIntosh   | Glósz Viktor        |
| Tucker anyja                 | Sandra Ferens      | Riha Zsófi          |
| Reptéri recepciós            | Robin Douglas      | Riha Zsófi          |
| Tucker apja                  | Andrew Airlie      | Horányi László      |
| Kamionsofőr                  | Tom Wagner         | Horányi László      |
| Pizzás                       | Will Sasso         | Horányi László      |
| Halárus                      | Ed Hong-Louie      | R. Kárpáti Péter    |
| Tűzoltóparancsnok            | Nathaniel DeVeaux  | R. Kárpáti Péter    |

## Érdekesség
- Az állatok szája nem mozog, amikor beszélnek, mint az első filmben (de megértik, hogy mit mond a másik, tehát nem belső monológról van szó).

## Televíziós megjelenések
- HBO, RTL Klub, Super TV2, Mozi+, Moziverzum
- TV2

## Fordítás
- Ez a szócikk részben vagy egészben  a   Homeward Bound II: Lost in San Francisco című angol Wikipédia-szócikk fordításán alapul.  Az eredeti cikk szerkesztőit annak laptörténete sorolja fel. Ez a jelzés csupán a megfogalmazás eredetét és a szerzői jogokat jelzi, nem szolgál a cikkben szereplő információk forrásmegjelöléseként.